# Seznam nosilcev spominskega znaka Ormož
Seznam nosilcev spominskega znaka Ormož.

## Seznam
(datum podelitve - ime)
- 10. april 2001 - Miran Mulec - Andrej Ohman